# Église de la Sainte-Croix de Ciudad Madero
Pour les articles homonymes, voir Église de la Sainte-Croix.
L'église de la Sainte-Croix est une église catholique du Mexique de la ville de Ciudad Madero, dans l'État de Tamaulipas.

## Histoire
Le 1er octobre 2023, durant une cérémonie, le toit s'effondre sur les fidèles en faisant au moins 10 morts et plusieurs dizaines de blessés,.